# Mesía
Mesía è un comune spagnolo di 2 879 abitanti situato nella comunità autonoma della Galizia. Il suo territorio è attraversato dal fiume Tambre.